# Крус Коста, Жуан
Жуан да Крус Коста (порт. João da Cruz Costa; 1904, Сан-Паулу, Бразилия — 1978, там же) — бразильский философ и историк философии, «первый студент» философского факультета Университета Сан-Паулу, позже ставший профессором того же учреждения.
Его интеллектуальная деятельность затрагивала различные области знаний, особенно развитие философской мысли в Бразилии, «с целью установить связи между мышлением и социальной, политической и экономической реальностью страны на протяжении всей ее истории». Также выступал как эссеист, критик, социолог, биограф, автор статей в изданиях «O Estado de S. Paulo», «Folha de S.Paulo», «Jornal de São Paulo», «Minerva de Buenos Aires» и «Jornadas do México». Член Ассоциации писателей Сан-Паулу, а также Общества биологии (при Институте истории и географии Сан-Паулу) и Общества истории идей Мексики. Крус Коста был вынужден досрочно уйти в отставку из-за военной диктатуры в 1965 году.

## Биография
Из семьи матери итальянского происхождения и отца-португальца (республиканца, бежавшего из Португалии после того, как избил противника-монархиста), чья ранняя смерть от сифилиса побудила сына пойти учиться на врача. После смерти отца Крус Коста два года изучал медицину в Университете Сан-Паулу, намереваясь стать психиатром, однако прервал свой курс, отправившись в 1923 году во Францию, где изучал психологию, а затем переключился на философию.
Вернувшись в Бразилию, Крус Коста стал первым студентом недавно созданного философского факультета Университета Сан-Паулу (УСП), получив в 1942 году степень доктора. В 1951 году он наконец добился высшего учёного звания, став профессором того же университета.
В 1958 году он столкнулся с произволом тогдашнего губернатора Сан-Паулу Жаниу Куадроса, от которого получил выговор за критику политика в интервью газете «Diários Associados». Верховный суд Бразилии в итоге удовлетворил иск философа, отменив ему наказание.
Считался прогрессивным философом, сочувствовавшим марксизму, и даже участвовал в работе Всемирного конгресса мира в Москве 1962 года, поэтому обвинялся в коммунистических симпатиях и после правого военного переворота 1964 года подвергался преследованиям.
20 января 1964 года профессор Крус Коста был вынужден дать показания в политическом сыске, Департаменте политического и социального порядка (DOPS), за манифест сентября 1961 года в поддержку регистрации Бразильской коммунистической партии, подписанный им, Каю Праду Жуниором и другими интеллектуалами, студенческими и профсоюзными актвистами. Крус Коста парировал, что многие подписавшиеся занимают отличную от коммунистов политическую или философскую позицию, а компартию стоило бы вывести из подполья и сделать легальной силой, «как в Италии, Франции, Англии и других истинно демократических странах».
В 1965 году Крус Коста был отстранён военной диктатурой от преподавательской деятельности и подвергнут преследованиям в числе других оппозиционных коллег, включая Марио Шёнберга и Фернанду Энрики Кардозу.
3 сентября 1965 года Постоянный совет юстиции 2-го военного округа принял решение о предварительном заключении Круса Косты, как свидетельствует дело DOPS на него, хранящееся в Государственном архиве штата Сан-Паулу и ложно обвиняющее его как «коммуниста, тесно связанного с Россией».
Основные сочинения Круса Косты — «Философия в Бразилии» (1945), «Позитивизм в республике» (1956), «К истории идей в Бразилии» (1956) — характеризуются историческим подходом к общественным явлениям. В них автор рассматривает развитие общественных идей и национальной культуры в связке с изменениями в экономической структуре.
Книга «К истории идей в Бразилии» (Contribuicāo a história das idéias no Brasil), переведённая на несколько языков, считается его наиболее важным научным вкладом. В своей книге Круз Коста подвергает обстоятельному рассмотрению основные течения бразильской философии, в частности позитивизм, защищает критическое и более ориентированное на Бразилию мышление, не обязательно отвергающее иностранных авторов (европейских и американских) или некритически принимающее их. Его целью было создать что-то новое, оригинальное и бразильское.